# イスラエル・ピネダ
イスラエル・エイブラハン・ピネダ（Israel Abrahan Pineda, 2000年4月3日 - ）は、 ベネズエラのアラグア州マラカイ出身のプロ野球選手（捕手）。右投右打。MLBのワシントン・ナショナルズ所属。

## 経歴
2016年7月2日にアマチュア・フリーエージェントでワシントン・ナショナルズと契約し、プロ入り。
2017年、傘下のルーキー級ガルフ・コーストリーグ・ナショナルズでプロデビュー。17試合に出場して打率.288、12打点を記録した。
2018年はA-級オーバーン・ダブルデイズでプレーし、46試合に出場して打率.273、4本塁打、24打点を記録した。
2019年はA級ヘイガーズタウン・サンズでプレーし、101試合に出場して打率.217、7本塁打、35打点、1盗塁を記録した。
2020年はCOVID-19の影響でマイナーリーグの全試合が中止されたため、公式戦への出場はなかった。
2021年はA+級ウィルミントン・ブルーロックスでプレーし、77試合に出場して打率.208、14本塁打、48打点を記録した。オフにはアリゾナ・フォールリーグに参加し、サプライズ・サグアロスに所属した。
2022年は3月14日にメジャーのスプリングトレーニングに招待選手として参加することになった。シーズン開幕後、マイナーではA+級ウィルミントン、
AA級ハリスバーグ・セネターズ、AAA級ロチェスター・レッドウイングスでプレーし、3球団合計で99試合に出場して打率.258、16本塁打、71打点、3盗塁を記録した。9月9日にメジャー契約を結んでアクティブ・ロースター入りすると、11日のフィラデルフィア・フィリーズ戦にて「8番・捕手」で先発出場してメジャーデビューした。この年メジャーでは4試合に出場した。
2023年は右手骨折など故障に泣き、メジャー出場は無かった。マイナーではルーキー級フロリダ・コンプレックスリーグ・ナショナルズ、A+級ウィルミントン、
AA級ハリスバーグでプレーし、3球団合計で41試合に出場して打率.176、3本塁打、14打点を記録した。

## プレースタイル
打撃はバットコントロールに優れラインドライブをよく放つ。守備では強肩が売りで、捕球面も成長中である。

## 詳細情報

### 年度別打撃成績
| 年 度    | 球 団    | 試 合 | 打 席 | 打 数 | 得 点 | 安 打 | 二 塁 打 | 三 塁 打 | 本 塁 打 | 塁 打 | 打 点 | 盗 塁 | 盗 塁 死 | 犠 打 | 犠 飛 | 四 球 | 敬 遠 | 死 球 | 三 振 | 併 殺 打 | 打 率 | 出 塁 率 | 長 打 率 | O P S |
| -------- | -------- | ----- | ----- | ----- | ----- | ----- | -------- | -------- | -------- | ----- | ----- | ----- | -------- | ----- | ----- | ----- | ----- | ----- | ----- | -------- | ----- | -------- | -------- | ----- |
| 2022     | WSH      | 4     | 14    | 13    | 1     | 1     | 0        | 0        | 0        | 1     | 0     | 0     | 0        | 0     | 0     | 1     | 0     | 0     | 7     | 0        | .077  | .143     | .077     | .220  |
| MLB：1年 | MLB：1年 | 4     | 14    | 13    | 1     | 1     | 0        | 0        | 0        | 1     | 0     | 0     | 0        | 0     | 0     | 1     | 0     | 0     | 7     | 0        | .077  | .143     | .077     | .220  |

- 2023年度シーズン終了時

### 年度別守備成績
| 年 度 | 球 団 | 捕手（C） | 捕手（C） | 捕手（C） | 捕手（C） | 捕手（C） | 捕手（C） | 捕手（C） | 捕手（C） | 捕手（C） | 捕手（C） | 捕手（C） |
| 年 度 | 球 団 | 試 合     | 刺 殺     | 補 殺     | 失 策     | 併 殺     | 守 備 率  | 捕 逸     | 企 図 数  | 許 盗 塁  | 盗 塁 刺  | 阻 止 率  |
| ----- | ----- | --------- | --------- | --------- | --------- | --------- | --------- | --------- | --------- | --------- | --------- | --------- |
| 2022  | WSH   | 4         | 26        | 3         | 0         | 0         | 1.000     | 2         | 3         | 2         | 1         | .333      |
| MLB   | MLB   | 4         | 26        | 3         | 0         | 0         | 1.000     | 2         | 3         | 2         | 1         | .333      |

- 2023年度シーズン終了時

### 背番号
- 43（2022年）